# Rimae Hypatia
Pour les articles homonymes, voir Hypatie (homonymie).
Les Rimae Hypatia sont un ensemble de crevasses dans la croûte lunaire, long de quelque 200 km.
Essentiellement rectiligne d'orientation O-NO, cette structure s'inscrit sur une plaine de faible relief de la mer de la Tranquillité, très près de la côte sud-ouest de cette mer. Bien que le cratère d'impact le plus proche des Rimae soit le cratère Moltke (à environ 20 km), elles doivent leur nom au cratère Hypatia, situé à plus de 150 km. Les Rimae Hypatia traversent l'équateur lunaire, avec un tiers de leur longueur dans l'hémisphère nord.

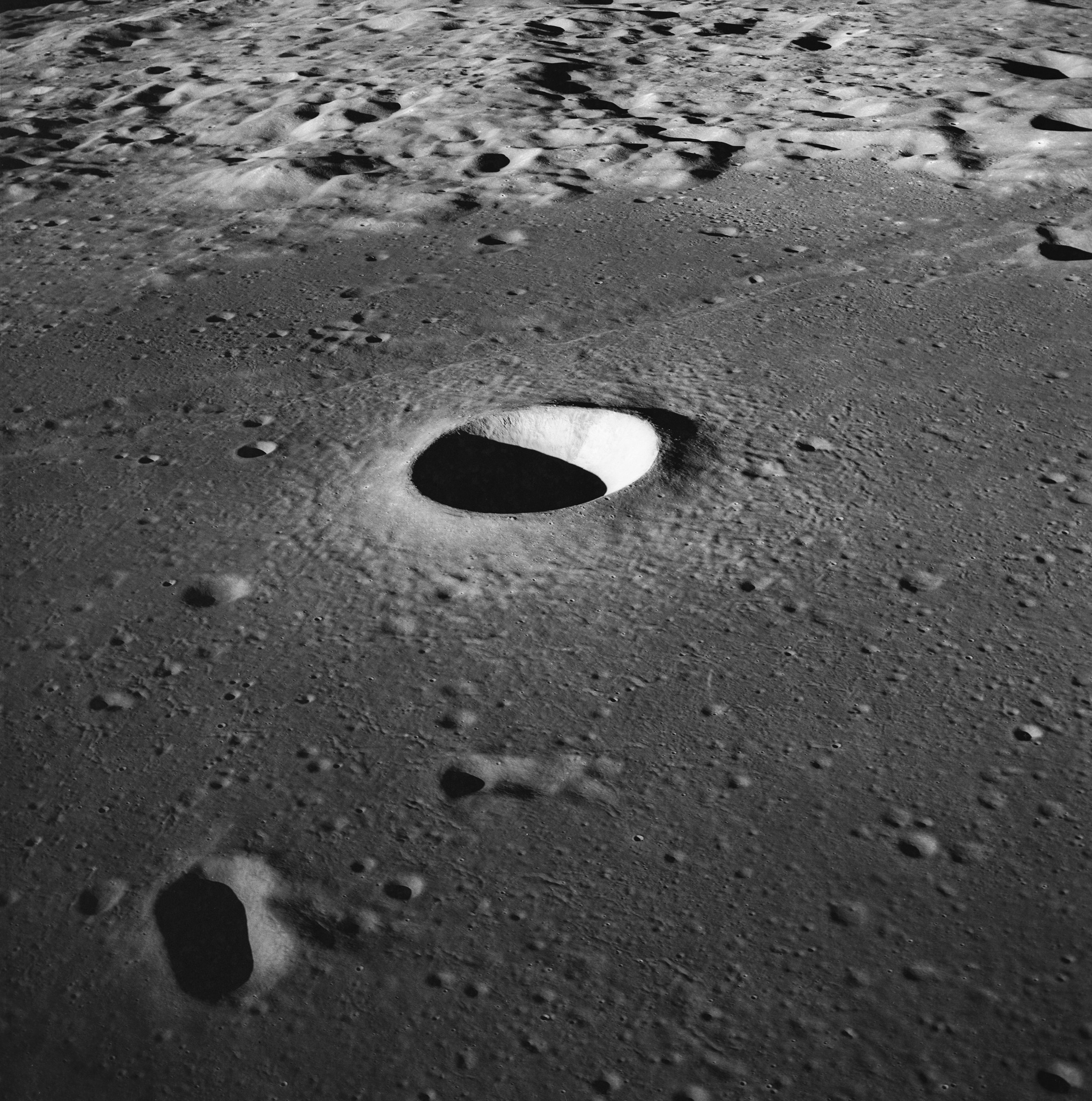
Les Rimae Hypatia, derrière le cratère Moltke (photo prise par Apollo 10).